# Multiapplikative Prozessorkarte
Generell versteht man unter einer Multiapplikativen Prozessorkarte ein RFID-Identifikationsmedium mit einer kompletten Mikrocontroller-Architektur. Im weiteren Sinne also ein kompletter Computer mit einem Speicher, den man mit Applets (Java-Software) programmieren kann. Wird eine Prozessorkarte in das elektrische Feld eines RFID-Lesers gehalten, wird sie mit Energie versorgt und startet genau wie ein PC und lädt zunächst das Betriebssystem und führt dann die Programme (Applets) aus.
Werden mehrere Anwendungen auf dieser Karte ausgeführt, spricht man von einer Multiapplikativen Prozessorkarte, die sich gegenüber den Lese-/Schreibeinheiten eines Herstellers (Integrators) so verhält, als wäre sie eine gewöhnliche RFID-Karte, die von ihm ausgegeben wurde. Ein Trusted Service (TrustOffice) vermittelt zwischen der Organisation, die die Multiapplikative Prozessorkarte herausgibt und den jeweiligen Integratoren. Somit bleibt die Systemhoheit beim Herausgeber.
Dadurch ergeben sich ganz neue Anwendungsbereiche gegenüber den konventionellen RFID-Karten, die dagegen ein reines Speichermedium (freier und verschlüsselter Bereich) sind.

## Beispiel VDV-KA
Als ein Beispiel soll der MIFARE SmartMX von NXP Semiconductors genannt werden, der auch in der VDV-Kernapplikation für den öffentlichen Nahverkehr eingesetzt wird.
Der Verband Deutscher Verkehrsunternehmen (VDV) hat auf Basis einer Multiapplikativen Prozessorkarte von NXP (MIFARE SmartMX) eine Kernapplikation (VDV-KA) entwickelt, die eine einheitliche landesweite Ticketing-Lösung ermöglicht. Das eTicket Deutschland ist der Markenname für das im Aufbau befindliche System eines interoperablen elektronischen Fahrgeldmanagements auf Basis der VDV-Kernapplikation. Das eTicket füllt aber nur einen kleinen Bereich der VDV-KA Karte. Es liegt nahe weitere Zusatzanwendungen auf dieser Karte zu installieren.
Der Benutzer könnte ein Park-and-Ride-Ticket erwerben und die VDV-KA Karte wird dadurch zu einer Multiapplikativen Prozessorkarte. Es wird zusätzlich die Anwendung Parken auf sein eTicket gespeichert. Er benutzt die Karte nun auch für die Ein- und Ausfahrt des Parkhauses. 
Für viele Stadtwerke, ist die Multiapplikative Prozessorkarte auf Basis des VDV-KA-Standards gleichzeitig auch eine Kundenkarte, verbunden mit Vorteilen bei ihren Leistungspartnern, die mit entsprechenden Lesern ausgestattet sind. Dort können nun die Kunden Bonus-Punkte sammeln.
Andere Städte denken darüber nach, die Zusatzfunktion Studentenausweis mit auf die Karte zu bringen, um damit auch in der Mensa bezahlen zu können. Hier kommt nun eine Bezahlfunktion hinzu. Dieses Micropayment erlaubt es auch, an Verkaufsautomaten zu bezahlen. Aufgewertet wird die Karte an den eTicket-Automaten.
Die Karte kann zum Einlass von Veranstaltungen oder Messen benutzt werden (Ticketing). Das Ticket wird online über das Internet bestellt. Bei der Einlasskontrolle wird geprüft, ob die Karte berechtigt ist. In einigen Fußballstadien (z. B. Allianz Arena, Impuls-Arena) kann die Multiapplikative Prozessorkarte zur Bezahlung genutzt werden.

## Integration
Besonders im Zusammenhang mit dem öffentlichen Nahverkehr, auf der Basis der VDV-Kernapplikation (VDV-KA), bieten sich Zusatzanwendungen an.
Dafür ist aber eine Integration verschiedener Systeme (eTicket, Parken, Bonus, Micropayment, Ticketing usw.) notwendig, und zwar nicht nur auf der Kartenebene, sondern auch auf der Systemebene. Spezielle Applets unterstützen diese Zusatzfunktionen auf der Multiapplikativen Prozessorkarte und integrieren verschiedene Hersteller mit unterschiedlichen Kartenstrukturen und Standards in ein Gesamtsystem. Im Süden Deutschlands wurde hierzu bereits das erste Pilot-System zusammen mit den Stadtwerken Augsburg realisiert.

## Hardware
Die Prozessorkarte ist vergleichbar mit einem Computer. Neben den üblichen Komponenten existieren aber auch mehrere Coprozessoren für die Verschlüsselungen (Triple-DES und PKI). Da die Karten mit einem Dual-Interface geliefert werde, also sowohl kontaktlos als auch kontaktbehaftet, stehen mehrere I/O Kanäle zur Verfügung.

## Software
Der Softwarebereich ist ähnlich strukturiert. Eine Basisebene (BIOS), ein Betriebssystem und im Fall des SmartMX eine weitere Schicht die die Ausführung von Java-Card-Applets gestattet (Java Card).
Durch das Aufbringen verschiedener Applets können verschiedene Hersteller-Standards mit unterschiedlichen Datenstrukturen unterstützt werden.

## Kommunikation
Als kontaktlose Kommunikationsebene wird der Mifare-Standard verwendet. Die Prozessorkarte (SmartMX) kann also als MIFARE-Karte genutzt werden, bietet jedoch durch die Verwendung der entsprechenden Applets einen wesentlich höheren Schutz als MIFARE Classic. SmartMX ist, bei Verwendung eines entsprechenden Applets und nicht des native MIFARE Modes, durchaus mit MIFARE DESFire vergleichbar.

## Historie
Lange war es aufgrund der Leistungsaufnahme nicht möglich, die gesamte Elektronik einer passiven kontaktlosen Karte über das elektrische Feld eines Lesers permanent mit der entsprechenden Energie zu versorgen. Erst der massive Einsatz im Bereich E-Government und der Beschluss mehrerer Staaten, den elektronischen Pass oder eine ID-Karte mit RFID einzuführen, hat die Hersteller dazu bewegt, Low-Power-Varianten aufzulegen, die letztendlich heute als kontaktlose Prozessorkarte vorliegen.